# Willem van Kooten
Willem van Kooten em 1968.
Willem Jan van Kooten (Hilversum, 7 de Janeiro de 1941 - Faro, 3 de Janeiro de 2025) foi um empresário holandês.

## Biografia
Nasceu em 7 de Janeiro de 1941.
Willem iniciou a sua carreira na estação de rádio holandesa Veronica, onde se destacou pelo seu estilo descontraído na apresentação, algo pioneiro no país, tendo sido igualmente responsável pela introdução do Top 40 na Holanda. Teve um grande sucesso como empresário, tendo dirigido várias iniciativas nas indústrias do turismo e do entretenimento, principalmente na música, tendo acompanhado a carreira de bandas como Shocking Blue e Golden Earring, e apoiado vários artistas na sua introdução ao mercado americano. Em 2005 era presidente da companhia holandesa Endemol. Ficou igualmente conhecido pelo seu apoio ao político Pim Fortuyn, do partido LPF.
Em Portugal, foi uma personagem destacada no desenvolvimento turístico em Castro Marim, no Algarve, tendo sido responsável pela fundação do Castro Marim Golfe & Country Club, que foi o primeiro grande empreendimento turístico no concelho.
Em 2006 foi homenageado pela família real holandesa com o grau de oficial da Ordem de Orange-Nassau, e em 2013 foi condecorado com a Medalha de Mérito do Município de Castro Marim, grau ouro. Em 2018, recebeu o Prémio Marconi Oeuvre pelo seu contributo para a rádio nos Países Baixos.
Faleceu em 3 de Janeiro de 2025, aos 83 anos de idade, na cidade de Faro.